# (100431) 1996 HU20
(100431) 1996 HU20 es un asteroide perteneciente al cinturón de asteroides, descubierto el 18 de abril de 1996 por Eric Walter Elst desde el Observatorio de La Silla, Chile.

## Designación y nombre
Designado provisionalmente como 1996 HU20.

## Características orbitales
1996 HU20 está situado a una distancia media del Sol de 3,106 ua, pudiendo alejarse hasta 3,672 ua y acercarse hasta 2,539 ua. Su excentricidad es 0,182 y la inclinación orbital 2,944 grados. Emplea 1999 días en completar una órbita alrededor del Sol.

## Características físicas
La magnitud absoluta de 1996 HU20 es 15.